# Surgencia

Esquema de una surgencia que ilustra el ascenso de una masa de agua profunda sobre la plataforma continental, ajena a los vientos en superficie.

Las surgencias de aguas marinas constituyen un fenómeno oceanográfico que consiste en el ascenso de masas profundas de agua, desde la zona abisal del océano hacia la superficie en las zonas de la plataforma continental. A este fenómeno también se le llama afloramiento o emersión y las aguas superficiales presentan una temperatura acorde con la profundidad de donde proceden y que contrasta enormemente con la temperatura atmosférica en las latitudes correspondientes. 

## Surgencia costera
La surgencia costera es la más conocida e importante, y la más relacionada con las actividades humanas ya que da origen a zonas pesqueras muy productivas y a una modificación sustancial del clima en las zonas de emersión, tanto en las costas como en las corrientes marinas y las áreas que ellas atraviesan. Las aguas profundas arrastran hacia la superficie nutrientes que incluyen nitrato y fosfato, que son producto de la descomposición de materia orgánica hundida por gravedad en las profundidades submarinas y que son devueltas por el ascenso de esas aguas profundas hacia la superficie costera de escasa profundidad. Cuando es traída a la superficie, estos nutrientes son utilizados por el fitoplancton, junto con CO2 (dióxido de carbono) disuelto y energía solar, para producir compuestos orgánicos a través del proceso de fotosíntesis. De esta manera las regiones de surgencias resultan en lugares de muy altos niveles de producción primaria de la cantidad de carbono fijado por el fitoplancton) en comparación a otras áreas del océano. La alta producción primaria induce la actividad de la cadena alimentaria ya que el fitoplancton es la base del alimento de toda la fauna oceánica. 

### Regiones de surgencia costera
Algunas regiones de surgencias incluyen:
- España y Portugal (costa atlántica de la península ibérica)
- Costa Noroccidental de África (Marruecos, Mauritania, Islas Canarias, Islas de Cabo Verde)
- Perú
- Chile
- Mar Arábigo
- Sudáfrica occidental, Namibia
- Nueva Zelanda oriental
- Australia Occidental
- California, tanto en México como en los Estados Unidos
- Alaska, en las costas del Golfo de Alaska.
- Groenlandia, costa occidental.
- Noruega, costa occidental.
- Islandia, costa occidental.
- Venezuela y Colombia en las costas noroccidentales (oeste de las penínsulas de Paraguaná y La Guajira, respectivamente).
- Costas en torno a la Antártica.

### Origen del fenómeno
La clave de la física que da el levantamiento a las surgencias costeras es el movimiento de rotación terrestre que da origen a una compensación inercial de la diferencia de velocidad entre las aguas superficiales y las profundas y entre las aguas superficiales de la zona intertropical y de las zonas templadas y polares. La surgencia de aguas profundas y frías ocurre especialmente en las costas occidentales de los continentes en la zona intertropical alcanzando latitudes subtropicales, como puede verse en la localización de climas desérticos en estas costas. Por el contrario, las costas orientales de los continentes tienen, en las mismas latitudes, climas más cálidos y lluviosos, producidos por aguas más cálidas. También ocurre en las latitudes árticas (costa occidental de Groenlandia, por ejemplo) y en las antárticas, alrededor de la Antártida. Como es lógico, en este caso, las costas menos frías son las occidentales y es por ello que la población de Groenlandia se concentra en la costa occidental, siendo mucho más fría la costa oriental ya que en ella predominan las aguas superficiales procedentes de la zona ártica. 
El papel que tienen los vientos dominantes o planetarios en la surgencia de aguas frías es insignificante, como se descubrió ya a comienzos del siglo XVI en la costa oriental de la Florida, cuando barcos con viento del Noreste (viento en popa porque estos barcos iban hacia el suroeste en un rumbo casi paralelo a dicha costa) retrocedían en contra del viento porque la corriente del Golfo, muy fuerte en esta zona, los empujaba en dicho sentido, tal como lo explicó Pedro Mártir de Anglería en uno de los libros más importantes de la época para estudiar la ciencia que explicaba las nuevas tierras recién descubiertas. Lo que sucede en este caso es que tanto las corrientes marinas como los vientos planetarios suelen tener un mismo patrón en su recorrido (el ejemplo citado por Anglería era una excepción eventual, ya que también allí el viento sopla a menudo hacia el noroeste) y la surgencia de las aguas frías de la corriente de las islas Canarias no se debe a los vientos alisios sino al ascenso de aguas frías en el talud continental africano ya que si se debiera a los vientos, las aguas no podrían ser tan frías. En otras palabras: si la corriente fría de las Canarias se debiera a los vientos que soplan en la superficie, las aguas no serían tan frías.

## Influencia en el clima

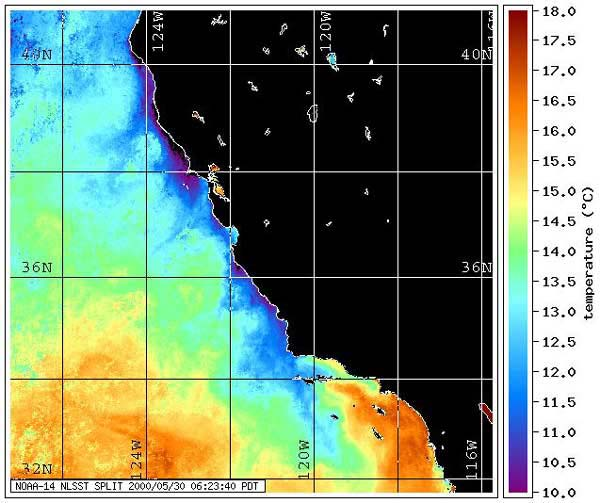
Temperatura del agua del mar en la costa de California, afectada por una surgencia oceánica.

Las surgencias costeras tienen una gran influencia en el clima local de la región afectada. Este efecto se magnifica si la corriente oceánica ya es fría. A medida que el agua fría y rica en nutrientes se mueve hacia arriba y la temperatura de la superficie del mar se enfría, el aire inmediatamente superior también se enfría y es probable que se condense, formando niebla marina y nubes estratos. Esto también inhibe la formación de nubes, lluvias y tormentas eléctricas a mayor altitud y da como resultado lluvias sobre el océano que dejan la tierra seca. En los sistemas de surgencias durante todo el año (como el de las costas occidentales de África meridional y América del Sur), las temperaturas son generalmente más frías y las precipitaciones escasas. Los sistemas de surgencias estacionales a menudo se combinan con sistemas de surgencias estacionales (como el de las costas occidentales de los Estados Unidos y la península ibérica), lo que da como resultado veranos más fríos y secos que el promedio e inviernos más suaves y húmedos que el promedio. Las zonas de surgencia permanente suelen tener climas semiáridos o desérticos, mientras que las zonas de surgencia estacional suelen tener climas mediterráneos o semiáridos, oceánicos en algunos casos. Algunas ciudades del mundo afectadas por regímenes de surgencia fuertes incluyen: San Francisco, Antofagasta, Sines, Essaouira, Walvis Bay, entre otras.

## Otras surgencias
Un fenómeno relacionado se encuentra en el ecuador. Los vientos orientales (que se dirigen al oeste) soplando a lo largo del ecuador en la cuenca del Atlántico llevan agua hacia la derecha (hacia el norte) y esos mismos vientos en la parte sur del ecuador llevan el agua hacia el sur (efecto Coriolis, en cada hemisferio inducen a la masa en movimiento a desplazarse hacia la derecha al norte y hacia la izquierda en el sur), la divergencia generada en el ecuador resulta en una surgencia con agua rica en nutrientes, y resulta en el notable hecho que en la región ecuatorial se puede ver desde el espacio una ancha línea de altas concentraciones de fitoplancton.
Surgencias de gran escala se pueden también encontrar en el Océano Antártico. Aquí, los vientos occidentales (que se dirigen al este) soplan alrededor de la Antártica, llevando un flujo de agua significante en dirección al norte. Desde ahí no hay continentes en una amplitud de latitud entre Sudamérica y la punta de la Península Antártica, algo de estas aguas es arrastrada desde grandes profundidades. En muchos modelos numéricos y síntesis observacionales, las surgencias del Océano Antártico representan la principal manera por la cual la profunda y densa agua es traída a la superficie. Surgencias más superficiales producidas por el viento se encuentran también en el Atlántico Norte y el Pacífico Norte, asociadas con las circulaciones del giro subtropical en el sentido de las agujas del reloj.
Algunos modelos de la circulación oceánica sugieren que surgencias de gran escala ocurren en los trópicos, como flujos por presión converge agua hacia las bajas latitudes donde es difusamente calentada desde arriba. Los coeficientes de difusión requeridos, sin embargo, parecen ser mayores que los observados en el océano real. No obstante, algunas surgencias difusas probablemente ocurran.
Las surgencias localizadas pueden ser debidas a la desviación de corrientes profundas por un monte submarino abasteciendo de una isla rica de nutrientes en áreas del océano donde de la productividad de otra manera sería baja. Estos proporcionan las islas de la vida en tales áreas y son importantes para las migraciones de especies y la pesca humana. Las surgencias también pueden ocurrir cuando los ciclones tropicales permanecen sobre un área, moviéndose a velocidades de menos de 5 mph (8 km/h).